# Sankt Göran och draken (Rafael)
Sankt Göran och draken är en liten skåpmålning av den italienska högrenässanskonstnären Rafael, målad mellan 1504 och 1506. Målningen ingår i National Gallery of Arts samlingar i Washington, D.C.. Helgonet Sankt Göran bär ett blått strumpeband från den engelska orden, som återspeglar utmärkelsen av denna dekoration 1504 till Rafaels beskyddare Guidobaldo da Montefeltro, hertig av Urbino, av kung Henry VII av England. Det första ordet i ordens motto, "HONI", kan utläsas på målningen. 
Det traditionella ämnet, Sankt Göran och draken, som kombinerar ridderlighet och kristendom, var ett tema som Guidobaldo ville förknippas med; precis som sin far var han en condottiero och ledde en grupp legosoldater. Som ung målade Rafael ett antal små skåpmålningar, bland annat Sankt Göran på Louvren och Riddarens dröm på National Gallery i London.

## Ursprung
År 1627 tillhörde målningen William Herbert, 3:e earl av Pembroke (1580–1630) och fanns på Wilton House i Wiltshire. Antingen den tredje eller fjärde earlen överlämnade den till kung Karl I av England. Efter det engelska inbördeskriget såldes tavlan i en av försäljningarna av Royal Collection i Somerset House i London den 19 december 1651. Den hamnade därefter i Frankrike där den så småningom utgjorde en höjdpunkt i Pierre Crozat-samlingen som förvärvades genom Diderots förmedling av Katarina II i Ryssland 1772. I ett och ett halvt sekel hängde tavlan i Eremitaget där den var en av de mest omtyckta målningarna i tsarens samling. I mars 1931 ingick tavlan i den sovjetiska försäljningen av konst och inköptes av Andrew Mellon som en del av hans grundande donation till National Gallery of Art i Washington. Detta och andra konstverk, inklusive målningar av Jan van Eyck, Sandro Botticelli och Tizian, bidrar till att museet idag har en av världens mest betydelsefulla samlingar av renässanskonst.